# Polykovichi-2
Polykovichi-2 är en by i Belarus.   Den ligger i voblasten Mahiljoŭs voblast, i den nordöstra delen av landet, 180 km öster om huvudstaden Minsk. Polykovichi-2 ligger 192 meter över havet och antalet invånare är 133.

## Natur och klimat
Terrängen runt Polykovichi-2 är platt. Runt Polykovichi-2 är det ganska tätbefolkat, med 192 invånare per kvadratkilometer.. Närmaste större samhälle är Mahiljoŭ, 6,4 km söder om Polykovichi-2.
Omgivningarna runt Polykovichi-2 är en mosaik av jordbruksmark och naturlig växtlighet.